# Neptun
Neptun, osmi i od Sunca najudaljeniji planet Sunčevog sustava. Izgleda kao lopta nebeskoplave boje, nešto tamnije od boje Urana. Nazvan po rimskom bogu mora, četvrti je najveći planet po promjeru i treći po masi koja je sedamnaest puta veća od Zemljine. Oko Sunca orbitira na prosječnoj udaljenosti od 30,1 AJ. Astronomski simbol mu je ♆, stilizirana inačica trozuba boga Neptuna.
Otkriven 23. rujna 1846., Neptun je prvi planet pronađen matematičkim izračunima umjesto empirijskim promatranjima. Nepredvidljive promjene u orbiti Urana uvjerile su francuskog astronoma Alexisa Bouvarda da mu na orbitu utječe gravitacija nepoznatog planeta. Neptun je u konačnici uočio Johann Galle unutar stupnja od lokacije koju je predividio Urbain Le Verrier. Uskoro je otkriven i njegov najveći prirodni satelit Triton, dok je preostalih dvanaest otkrivano pomoću teleskopa sve do 20. stoljeća.
Neptun je posjetila samo jedna svemirska letjelica, Voyager 2, koji je pokraj planeta prošao 25. kolovoza 1989.
Sastav Neptuna sličan je Uranovom sa zajedničkom osobinom da se razlikuju od plinovitih divova Jupitera i Saturna. Neptunova atmosfera, iako slična plinovitim divovima, uz vodik i helij sadrži veće količine volatila poput vode, amonijaka i metana.
Suprotno relativno bezličnoj atmosferi Urana, Neptunova atmosfera je prepoznatljiva po svojim aktivnim i vidiljivim vremenskim obrascima. Tako je na primjer tijekom prolaska sonde Voyager 2 1989. godine na južnoj polutki primijećena Velika tamna pjega usporediva s Velikom crvenom mrljom na Jupiteru. Ovakve vremenske pojave pokreću najsnažniji vjetrovi u cijelom Sunčevom sustavu sa zabilježenim brzinama od čak 2 100 km/h. Zbog velike udaljenosti od Sunca, Neptunova vanjska atmosfera jedno je od najhladnijih mjesta u Sunčevu sustavu s temperaturama na vrhovima oblaka od oko −218 °C (55 K). Temperature u središtu planeta iznose preko 5 000 °C. Neptun ima slabe i fragmentirane planetarne prstenove koji su možda otkriveni tijekom 1960-ih, no sa sigurnošću su potvrđeni tek 1989. s Voyagerom 2.
Ekvator mu je otklonjen od ravnine staze za 28,3°. Zbog brze je vrtnje splošten. U plavičastoj atmosferi, na temperaturi od –220 °C, pušu vrlo brzi vjetrovi (oko 2000 km/h, brže nego na ikojem planetu) i lebde oblaci metana s mnogo vrtloga, od kojih je najveći Velika tamna pjega, obrubljena bijelim cirusima. S približavanjem Suncu (na eliptičnoj stazi) oblaci se jače razvijaju, vjerojatno zbog toplije i dinamičnije atmosfere. Neptun ima unutrašnji izvor topline koji temperaturi njegove površine pridonosi više nego Sunčevo zračenje. Magnetsko polje mu je slabije od polja drugih divovskih planeta, a os polja jako je nagnuta prema osi vrtnje – za 47°, pri čem je udaljena 0,5 polumjera od planetnoga središta. Neptun ima ionosferu i radijacijske pojaseve, a u središtu ima stjenovitu jezgru Zemljine veličine te plašt bogat vodom, metanom i amonijakom. Ima i 5 odvojenih tamnih prstenčića nepoznata sastava. Najveći mu je satelit Triton s promjerom 2706 km (otkrio ga je William Lassell 1846.); njegova je staza jako nagnuta prema planetnom ekvatoru i satelit se giba retrogradno.
Antički narodi nisu znali za planete udaljenije od Saturna. Neptunova prividna magnituda sjaja za prosječne opozicije iznosi +7,6 što je onkraj sposobnosti detekcije ljudskog oka u najboljim uvjetima promatranja.
Zbog toga što je jako daleko i godina mu traje 165 Zemaljskih godina, među zvijezdama se prividno giba vrlo sporo. Sa Zemlje se u najboljem slučaju vidi kao blijedoplava pločica kutnog promjera 2".

## Povijest

### Otkriće
Galilejevi crteži dokazuju da je Neptun prvi put promatrao 28. prosinca 1612. i ponovno 27. siječnja 1613. Tijekom obiju prilika Galileo ga je zamijenio za zvijezdu zbog čega nije kreditiran kao otkrivač. Tijekom prvog razdoblja njegovog promatranja u prosincu 1612. Neptun je bio prividno statičan zato što je upravo na taj dan postao prividno retrogradan. Ovo naoko obrnuto kretanje nastaje kad se Zemljina orbita približi nekom od planeta vanjskog Sunčevog sustava. Budući da je Neptun tek započinjao sa svojim retrogradnim ciklusom, slabo kretanje planeta bilo je teško uočljivo za primitivan teleskop kakvim se služio Galileo. U srpnju 2009. fizičar David Jamieson sa Sveučilišta u Melbourneu najavio je nove dokaze koji sugeriraju da je Galileo u najmanju ruku bio svjestan da se zvijezda koju je promatrao kretala u odnosu na ostale fiksne zvijezde.
1821. Alexis Bouvard je objavio astronomske proračune glede orbite Neptunovog susjeda, Urana. Naknadna promatranja ustvrdila su značajne devijacije od predviđene putanje što je Bouvarda navelo da teoretizira o nepoznatom tijelu koje gravitacijski utječe na Uran. 1843. John Couch Adams započeo je s proučavanjem orbite Urana na osnovu podataka koje preko Jamesa Challisa dobio od Sir Georgea Airyja. S radom je nastavio kroz 1845. – 46. te došao do nekoliko različitih predviđanja o novom planetu.
1845. – 46., Urbain Le Verrier, neovisno od Adamsa, razvio je vlastite proračune, ali se također susreo s poteškoćama oko zainteresiranja svojih sunarodnjaka. U lipnju 1846., nakon što je vidio Le Verrierove procjene o položaju planeta te zamjetio sličnosti s Adamsovim procjenama, Airy je uvjerio direktora Zvjezdarnice Cambridge Jamesa Challisa da krene u potragu za planetom. Challis je proveo kolovoz i rujan pretražujući noćno nebo.
Le Verrier je u međuvremenu putem pisma kontaktirao Johanna Gottfrieda Gallea iz Berlina te ga uputio na promatranje. Heinrich d'Arrest, student u zvjezdarnici, sugerirao je Galleu da usporede nedavno napravljenu kartu neba područja na koje je uputio Le Verrier s trenutnim nebom u potrazi za promjenana koje bi bile karakteristične za planet. Na večer istog dana kada je pismo zaprimljeno, 23. rujna 1846., Neptun je otkriven 1° od položaja na kojem ga je predvidio Le Verrier, odnosno 12° od Adamsovog predviđanja. Challis je kasnije utvrdio da je planet promatrao dva puta ranije u kolovozu, ali ga nije identificirao zbog svog rutinskog pristupa poslu.
U jeku otkrića, između Francuza i Britanaca zavladalo je nacionalističko rivalstvo u tome tko zaslužuje priznanje za otkriće. Međunarodnim konsenzusom naknadno je utvrđeno da zasluge za otkriće zaslužuju podjednako Le Verrier i Adams. Od 1966. Dennis Rawlins dovodi u pitanju kredibilitet Adamsove uloge su-otkrivača zbog čega je cijeli slučaj revidiran od strane povjesničara 1998. Nakon revizije, utvrđeno je da "Adams ne zaslužuje jednake zasluge kao i Le Verrier za otkriće Neptuna. Te zasluge pripadaju samo osobi koja je bila uspješna u predviđanju planetove lokacije i uvjeravanju drugih astronoma da ga potraže."

### Imenovanje
Neposredno nakon otkrića Neptun se oslovljavao jednostavno "planetom udaljenijim od Urana" ili "Le Verrierovim planetom". Prvi prijedlog imena došao je od Gallea koji je predložio ime Janus. U Engleskoj, Challisov prijedlog bio je Okean.
Pozivajući se na pravo da imenuje svoje otkriće, Le Verrier je brzo predložio ime Neptun, pritom lažno tvrdeći da je isto službeno odobrio francuski Bureau des Longitudes. U studenome je tražio da se planet nazove Le Verrier prema njemu samome, za što je imao podršku od direktora zvjezdarnice François Aragoa. Potonji je prijedlog naišao na žestok otpor izvan Francuske. Francuski časopisi brzo su ponovno uveli ime Herschel za Uran, prema njegovom otkrivaču, Sir Williamu Herschelu, te Leverrier za novi planet.
29. prosinca 1846. Struve je pred Sankt Petersburškom akademijom znanosti izašao s podrškom imenu Neptun nakon čega uskoro postaje i međunarodno priznato ime. Neptun je u rimskoj mitologiji bio bog mora, ekvivalent grčkom Posejdonu. Argument za prihvaćanjem mitološkog imena bio je u skladu s postojećom tradicijom imenovanja planeta gdje su svi, osim Zemlje, nazvani po likovima iz grčke i rimske mitologije.

### Status
Neptun je smatran najudaljenijim poznatim planetom od otkrića 1846. do kasnijeg otkrića Plutona 1930. Zbog otkrića Plutona, Neptun je postao predzadnji planet Sunčevog sustava, osim u razdoblju od 1979. do 1999. kada je Plutonova eliptična orbita učinila da bude bliži Suncu. Otkriće Kuiperovog pojasa 1992. navelo je mnoge astronome da preispituju Plutonov status planeta. 2006. Međunarodna astronomska unija po prvi je put definirala "planet", reklasificirajući Plutona u patuljasti planet zbog čega je Neptun još jednom postao najudaljeniji planet Sunčevog sustava.

## Sastav i struktura
Neptun je srednje tijelo između Zemlje i većih plinovitih divova: masa mu je sedamnaest puta veća od Zemljine, ali je svega 1/19 Jupiterove. Površinska gravitacija manja je samo od Jupiterove što ta dva jovijanska planeta čini jedinim planetima u Sunčevom sustavu s gravitacijom većom od Zemljine. Ekvatorijalni pojas mu je gotovo četiri puta veći od Zemljinog. Zajedno s Uranom čini podklasu imena "ledeni divovi" zbog njihove veće relativne koncentracije volatila u odnosu na Jupiter i Saturn. Neptunovo se ime u potrazi za egzoplanetima koristi kao metonim pa se otkrivena tijela slične mase nazivaju "neptunima".

### Unutarnja struktura
Neptunova unutarnja struktura slična je Uranovoj. Atmosfera mu čini oko 5 do 10% mase te se proteže do 10 - 20% prema unutrašnjosti gdje doseže tlak od oko 10 GPa. U nižim dijelovima atmosfere vladaju povećane koncentracije metana, amonijaka i vode.
S dubinom rastu tlak i temperatura, no temperatura brzo prelazi kritičnu točku i ukapljivanje atmosfere se nikada ne dogodi, već postoji postupan prijelaz u superkritični fluid. Fazna granica, odnosno doslovna površina oceana zato nije moguća.
Kemijski sastav se također mijenja, te definira plašt mase 10 do 15 masa Zemlje: raste koncentracija vode, amonijaka i metana. Kako je to već uobičajeno u planetarnoj znanosti, ova se kombinacija naziva ledenom iako se radi o vrućem fluidu visoke gustoće i električne vodljivosti koji se ponekad naziva vodeno-amonijevim oceanom. Na dubini od 7000 km mogući su uvjeti pri kojima se metan raspada na dijamantne kristale koji se zatim spuštaju prema jezgri, kao i sloj mješavine vodikovih i kisikovih iona, te dublje superionizirane vode kod koje se kristaliziraju ioni kisika dok se vodikovi ioni slobodno kreću.
Jezgra planeta sastavljena je od stijenja: željeza, nikla i silikata s unutarnjim modelom koji predviđa masu jednaku 1,2 mase Zemlje.
Tlak u središtu iznosi 700 GPa što je oko dva puta više od tlaka u središtu Zemlje.

### Atmosfera
Na višim visinama Neptunova atmosfera sastoji se od 80% vodika i 19% helija, dok ostatak čini uglavnom metan.
Izražene apsorpcijske vrpce metana pojavljuju se na valnim duljinama višim od 600 nm, u crvenom i infracrvenom dijelu spektra. Kao i s Uranom, a u kombinaciji s Rayleighovim raspršenjem na vodiku i heliju, navedena apsorpcija crvenog svijetla od strane atmosferskog metana daje Neptunu njegovu blagu plavu boju.
Neptunova atmosfera dijeli se na dvije glavne regije: nižu troposferu gdje se temperature smanjuju s visinom, te stratosferu gdje se temperature povećavaju s visinom. Granica između navedenih, tropopauza, pojavljuje se pri tlaku od 10 kPa. Na stratosferu se nastavlja termosfera s tlakom manjim od 1-10 Pa. Termosfera u konačnici postaje egzosfera.
Modeli upućuju da je, ovisno o visini, Neptunova troposfera povezana oblacima različitih kemijskih sastava:
- metan (najviši oblaci; tlakovi ispod 100 kPa)
- amonijak (100-500 kPa)
- amonijev hidrogensulfid (>500 kPa)
- voda (5 MPa)

Sonda Voyager 2 snimila je visoke oblake koji bacaju sjene na niži oblačni sloj, kao i visoke trake oblaka koje okružuju planet na konstantnoj zemljopisnoj širini. Široki su od 50 do 150 km te leže oko 50 do 110 km iznad nižeg oblačnog sloja.
Neptunov spektar daje naslutiti da je niža stratosfera maglovita zbog kondenzacije produkata ultraljubičaste fotolize metana, poput etana i etina. U stratosferi postoje tragovi ugljikovog monoksida i cijanovodika. Neptunova stratosfera toplija je u odnosu na Uranovu zbog povećane koncentracije ugljikovodika.
Zbog još nerazjašnjenih razloga, Neptunova termosfera ima anomalno visoku temperaturu od oko 750 K. Planet je preudaljen od Sunca da to bila posljedica ultraljubičastog zračenja. Jedno od mogućih objašnjenja je atmosferska interakcija s ionima planetovog magnetskog polja. Termosfera sadrži i tragove ugljikovog dioksida i vode koji su se vjerojatno nataložili iz vanjskih izvora poput meteora i prašine.

### Magnetosfera
Neptun podsjeća na Uran i po pitanju magnetosfere s magnetskim poljem koje je nagnuto u odnosu na rotacijsku os za 47° te za oko 13500 km od planetovog fizičkog središta. Prije dolaska Voyagera 2 do Neptuna pretpostavljalo se da je Uranova nagnuta magnetosfera posljedica njegove bočne rotacije. Usporedbom polja dva planeta došlo se do konsenzusa da je ovaj fenomen vezan za konvekciju superkritičnog fluida na dubinama gdje postoji visoka električna vodljivost, tj. gdje voda poprima svojstva metala.
Dipolna komponenta magnetskog polja na magnetskom ekvatoru Neptuna iznosi oko 14 mikrotesli. Dipolni magnetski moment je 2,2 x 1017 Tm3. Neptunovo magnetsko polje ima složenu geometriju koja uključuje relativno velike utjecaje od nedipolarnih komponenti, uključujući snažan kvadrupolni moment koji u snazi može nadmašiti dipolni moment. Suprotno tome, Zemlja, Jupiter i Saturn imaju relativno malene kvadripolne momente te su im polja manje odmaknuta od polarne osi.

### Planetarni prstenovi
Iako Neptun posjeduje sustav planetarnih prstenova, oni su značajno manji nego Saturnovi. Moguće je da se prstenovi sastoje od čestica leda prekrivenih silikatima i ugljikovim materijalima zbog čega su crvenkaste boje. Tri glavna prstena su: Adams na 63 000 km od središta Neptuna, Le Verrier na 53 000 km i Galle na 42 000 km. Slabiji vanjski produžetak prstena Le Verrier nazvan je Lassell; s vanjske strane omeđen je prstenom Arago koji se nalazi na udaljenosti od 57 000 km.
Prvi od ovih planetarnih prstenova otkriven je 1968. od strane tima pod vodstvom Edwarda Guinana, iako se naknadno sumnjalo da je prsten nepotpun. Dokazi da prsten u sebi sadrži praznine prvi su se put pojavili tijekom zvjezdane okultacije 1984. kad su prstenovi ometali pogled na zvijezdu tijekom zalaska ali ne i izlaska. Snimke s Voyagera 2 1989. riješile su sumnje pokazujući nekoliko slabih prstenova. Navedeni imaju zbijenu strukturu, čiji se uzrok sa sigurnošću ne zna, ali se pretpostavlja da je zbog gravitacijske interakcije s malim satelitima u njihovoj blizini.
Najudaljeniji prsten, Adams, sadrži pet izraženih lukova: Courage, Liberté, Egalité 1, Egalité 2 i Fraternité (Hrabrost, Sloboda, Jednakost 1, Jednakost 2 i Bratstvo). Objašnjenje njihovog postojanja bilo je teško objasniti jer bi se prema zakonima gibanja lukovi trebali raširiti u prstenove u jako kratkom roku. Danas se smatra da lukovi imaju takav oblik zbog gravitacijskog utjecaja satelita Galateja.
Promatranja sa Zemlje najavljena 2005. otkrila su da su Neptunovi prstenovi puno nestabilniji nego li se ranije pretpostavljalo. Snimke zvjezdarnice W. M. Keck iz 2002. i 2003. pokazale su značajan raspad prstenova u odnosnu na snimke Voyagera 2. To se posebice odnosi na luk Liberté za kojeg se pretpostavlja da bi mogao nestati unutar jednog stoljeća.

## Klima
Jedna od razlika između Neptuna i Urana je i kod prosječne razine meteoroloških aktivnosti. Kada je 1986. Voyager 2 preletio Uran, planet je vizualno djelovao poprilično mirno, potpuno različito od Neptuna koji je pokazivao značajne meteorološke fenomene tijekom prolaska sonde 1989.
Neptunovu klimu karakteriziraju ekstremni dinamički sustavi oluja s vjetrovima koji dostižu brzine od gotovo 600 m/s. Tipičnije, praćenjem kretanja dugotrajnih oblaka, zaključeno je da brzina vjetra varira od 20 m/s u smjeru istoka do 325 m/s prema zapadu. Na vrhovima oblaka vjetrovi pušu brzinama do 400 m/s uz ekvator te do 250 m/s na polovima. Većina vjetrova kreće se u smjeru suprotnom od rotacije planeta. Opći uzorak vjetrova pokazao je progradnu rotaciju na većim, te retrogradnu rotaciju na manjim visinama. Smatra se da je razlika u smjerovima posljedica tzv. "efekta kože" te nije povezana s nekim dubljim atmosferskim procesima.
2007. otkriveno je da je gornja troposfera Neptunovog južnog pola toplija za oko 10 °C od ostatka planeta na kojem vlada prosječna temperatura od oko -200 °C (70 K). Toplinska razlika dovoljna je da metan, koji se inače drugdje nalazi smrznut u gornjoj atmosferi, "procuri" u obliku plina kroz južni pol, u svemir. "Topla točka" rezultat je Neptunovog nagiba osi zbog kojeg je južni pol izložen Suncu barem četvrtinu Neptunove godine što u grubo iznosi oko 40 Zemaljskih godina. Kako se Neptun polako giba prema suprotnoj strani Sunca, južni pol će biti zatamnjen dok će se sjeverni osvijetliti što će izazvati da se otpuštanje metana "preseli" s juga na sjever.
Zbog navedenih sezonskih promjena promatranje grupe oblaka na Neptunovoj južnoj polutci utvrdilo je povećanje u njihovoj veličini i albedu. Fenomen je prvi put zabilježen 1980. te se predviđa da će trajati do 2020. Neptunov dugi orbitalni period rezultira godišnjim dobima koji traju 40 Zemaljskih godina.

### Oluje
1989. NASA-ima sonda Voyager 2 otkrila je Veliku tamnu pjegu, anticiklonalni olujni sustav koji se proteže nad područjem 13.000 x 6600 km, nalik Velikoj crvenoj pjegi na Jupiteru. Međutim, 2. studenog 1994. svemirski teleskop Hubble nije primijetio pjegu, već je 2016. na sjevernoj polutci otkrio novu, sličnu, oluju.
Scooter je druga oluja, bijela skupina oblaka koja se nalazila južnije od Velike tamne pjege, a tako je nazvana jer se u trenu otkrića kretala brže od Velike tamne pjege s tim da su kasnije fotografije otkrile još brže oblake.
Mala tamna pjega je bila južna ciklonalna oluja, druga najsnažnija promatrana tijekom preleta 1989. godine. Isprva je bila potpuno tamna, da bi tijekom približavanja Voyagera 2 razvila svijetlu jezgru.
Za tamne pjege se smatra da nastaju u troposferi i to na nižoj visini od pojava sa svijetlim oblacima, tako da djeluju poput rupa u gornjim slojevima oblaka. Budući da se radi o pojavama koje mogu trajati i do nekoliko mjeseci, smatra se da se radi o vrtložnim strukturama. Uz tamne mrlje su često vezani i svjetliji metanski oblaci koji se formiraju oko tropopauze. Dugotrajnost ovih pratećih oblaka sugerira da neke bivše tamne mrlje mogu nastaviti postojati kao cikloni iako više nisu vidljivi kao tamne pojave. Tamne se mrlje mogu raspasti jednom kada se previše približe ekvatoru ili kroz neki drugi nepoznati mehanizam.

### Unutarnja toplina
Smatra se da je uzrok relativno većoj složenosti vremenskih uvjeta na Neptunu u odnosu na one na Uranu veća unutarnja toplina. Iako je u odnosu na Uran udaljeniji od Sunca i prima tek 40% njegovog zračenja, oba planeta imaju podjednaku površinsku temperaturu.
Temperature u gornjim slojevima Neptunove troposfere spuštaju se do -221,4 °C (51,8 K). Na dubini gdje je atmosferski tlak jednak 1 baru (100 kPa), temperatura iznosi oko 72 K.
Kao i kod Urana, izvor unutarnje topline je nepoznat, no razlika je u tome što Uran isijava samo 1,1 puta više energije nego je primi od Sunca, dok Neptun isijava 2,61 puta više topline. Moguća objašnjenja ovog fenomena uključuju toplinu radioaktivnog raspadanja u jezgri planeta, pretvorbu metana u vodik, dijamant i složenije ugljikovodike te konvekcija u nižoj atmosferi koja uzrokuje razbijanje Kelvin-Helmholtzovih atmosferskih valova iznad tropopauze.

## Orbita i rotacija
Prosječna udaljenost između Neptuna i Sunca iznosi 4,5 milijardi km (oko 30,1 AJ). 12. srpnja 2011. Neptun je napravio prvu punu orbitu od svog otkrića 1846, s tim da se pritom nije nalazio na točnoj lokaciji na kojoj je bio i u vrijeme otkrića zbog Zemljine druge pozicije. Neptunova eliptična orbita inklinirana je za 1,77° u odnosu na Zemlju. Zbog ekscentriciteta od 0,011, udaljenost između Neptuna i Sunca varira za 101 milijuna km između faza perihela i afela.
Nagib osi Neptuna od 28,32° sličan je Zemljinom (23°) i Marsovom (25°) zbog čega doživljava slične sezonske promjene. Dugi orbitalni period znači da godišnja doba traju oko 40 zemaljskih godina. Period zvjezdane rotacije (dan) traje oko 16,11 sati. Budući da Neptun nije čvrsto tijelo, atmosfera mu prolazi kroz proces diferencijalne rotacije. Široke ekvatorijalne zone rotiraju se s periodom od oko 18 sati što je sporije od 16,1 satne rotacije planetarnog magnetskog polja. Suprotno tome, polarne regije imaju rotacijski period od 12 sati. Neptun ima najizraženiju diferencijalnu rotaciju od svih planeta Sunčevog sustava što rezultira snažnim poprečnim vjetrovima.

### Orbitalna rezonancija
Neptunova orbita ima značajan utjecaj na Kuiperov pojas, područje koje se nastavlja iza nje. Pojas je prsten malenih ledenih planteoida, sličan asteroidnom pojasu samo puno veći, protežući se od Neptunove orbite (30 AJ) do 55 AJ od Sunca. Slično kao što Jupiterova gravitacija dominira asteroidnim pojasom oblikujući njegovu strukturu, tako Neptunova gravitacija dominira Kuiperovim pojasom. Pod utjecajem Neptunove gravitacije neka područja Kuiperovog pojasa s vremenom su se destabilizirala rezultirajući prazninama u njegovoj strukturi. Primjer toga je područje između 40 i 42 AJ.
Unutar navedenih praznina postoje orbite gdje su objekti mogli preživjeti još od nastanka Sunčevog sustava. Ove se rezonancije pojavljuju kada Neptunov orbitalni period iznosi točan razlomak objektovog, poput 1:2, ili 3:4. Ako recimo objekt orbitira oko Sunca jednom za dvije Neptunove orbite, to znači da će obaviti samo pola orbite u trenutku kada će se Neptun vratiti na svoj ishodišni položaj. Najnaseljenija rezonancija Kuiperovog pojasa, s preko 200 poznatih objekata, iznosi 2:3. Objekti u ovoj rezonanciji, nazvani plutinosi prema 134340 Plutonu, naprave dvije orbite za tri Neptunove. Iako Pluton siječe Neptunovu orbitu, 2:3 rezonanca osigurava da se nikada ne sudare. Ostale rezonance, 3:4, 3:5, 4:7 i 2:5 rjeđe su naseljene.
Neptun posjeduje i veći broj objekata koji se nalaze u Sunce-Neptun Lagrange točki 4, gravitacijski stabilnoj regiji. Na Neptunove trojance može se gledati kao da se nalaze u 1:1 rezonanci s Neptunom. Neptunovi trojnaci toliko su stabilni u svojoj orbiti zbog čega se pretpostavlja da su se formirali zajedno s Neptunom, a ne da su "uhvaćeni" s vremenom. Prvi i za sada jedini objekt u Neptunovoj točki L5 je 2008 LC18.

## Formacija i migracija
Pokazalo se da je formiranje ledenih divova, Neptuna i Urana, teško precizno prikazati modelom. Trenutni modeli sugeriraju da je gustoća tvari u vanjskim područjima Sunčevog sustava bila preniska kako bi se njome objasnilo formiranje ovako velikih tijela kroz tradicionalno prihvaćenu metodu uvećavanja jezgre. Prema jednoj hipotezi, ledeni divovi su nastali iz nestabilnosti izvornog protoplanetarnog diska, te da im je atmosferu naknadno odnijela radijacija od nedaleke OB zvijezde.
Prema drugom konceptu nastali su bliže Suncu gdje je gustoća tvari bila viša, da bi naknadno migrirali u trenutačne orbite nakon uklanjanja plinovitog protoplanetarnog diska. Hipoteza migracije nakon formiranja trenutačno se preferira u znanstvenim krugovima zbog svoje sposobnosti da bolje objasni popunjenost populacije malih objekata promatranih u trans-Neptunskoj regiji. Trenutačno najšire prihvaćeno objašnjenje detalja ove hipoteze poznato je kao Nice model koje otkriva utjecaje migrirajućeg Neptuna te drugih plinovitih divova na strukturu Kuiperovog pojasa.

## Prirodni sateliti
Neptun posjeduje 14 poznatih prirodnih satelita. Daleko najveći, zauzimajući više od 99,5% mase u orbiti oko Neptuna te jedini koji je dovoljno masivan da bude sferičan, jest Triton kojeg je William Lassell otkrio svega 17 dana nakon otkrića Neptuna. Za razliku od drugih velikih satelita u Sunčevom sustavu, Triton ima retrogradnu orbitu što daje naslutiti da nije formiran oko Neptuna već da je najvjerojatnije ulovljen kao patuljasti planet iz Kuiperovog pojasa.
Triton je do otkrića Eride bio objekt s najnižom izmjerenom temperaturom površine u Sunčevom sustavu od -235 °C (38 K).
Neptunov drugi poznati satelit (prema redu otkrivanja), Nereida, ima jednu od najekscentričnijih orbita od svih prirodnih satelita Sunčevog sustava. Ekscentricitet od 0,7512 daje joj apoapsis koji iznosi sedam puta udaljenosti periapsisa od Neptuna.
U razdoblju od srpnja do rujna 1989. Voyager 2 je otkrio šest do tada nepoznatih Neptunovih satelita. Među njima, nepravilno oblikovani Protej značajan je po tome što se nebesko tijelo njegovih dimenzija i gustoće nije uspjelo formirati u sferičan oblik pod utjecajem vlastite gravitacije. Iako je drugi najmasivniji Neptunov satelit, masa mu iznosi tek jednu četvrtinu jednog postotka mase Tritona. Neptunu najbliži sateliti: Najada, Talasa, Despina i Galateja, orbitiraju dovoljno blizu da budu unutar Neptunovih planetarnih prstenova. Larisa je izvorno otkrivena 1981. tijekom okultacije zvijezde. Kako je događaj svojevremeno pripisan prstenovim lukovima, tek je preletom Voyagera 2 1989. otkriven pravi uzrok okultacije te potvrđeno njeno postojanje. Pet nepravilnih satelita otkriveno je između 2002. i 2003. te su javno objavljeni 2004. Budući da je Neptun bio rimski bog mora, sateliti su nazvani po nižim morskim božanstvima.

## Promatranje
Neptun nikada nije vidljiv golim okom jer ima sjaj između magnituda +7,7 i +8,0.
Promatran kroz teleskop ili bolji dvogled, Neptun izgleda kao mala blijedoplava točka, slično Uranu.
Zbog Neptunove udaljenosti od Zemlje, njegov kutni promjer na nebu iznosi svega od 2,2 do 2,4 kutne sekunde, najmanje od svih planeta Sunčevog sustava. Navedeni parametri razlog su zbog kojega ga je teško proučavati vizualno. Većina teleskopskih podatka bila je ograničena do pojave svemirskog teleskopa Hubble te velikih zemljanih teleskopa s adaptivnom optikom. Proučavanje u radiovalnom području otkrilo je da je Neptun izvor neprekidnih emisija, ali i nepravilnih praskova. Za obje pojave se smatra da nastaju iz magnetskog polja. Promatra li se Neptun u infracrvenom zračenju, ističu se oluje što omogućuje redovito praćenje njihovih veličina i oblika.

## Istraživanje
Najbliži prilaz Neptunu Voyager 2 je ostvario 25. kolovoza 1989. Budući da je ovo bio posljednji planet s kojim se letjelica mogla susresti, odlučeno je da se obavi blizak prelet satelita Tritona bez obzira na posljedice koje bi to moglo imati na putanju. Snimke poslane natrag na Zemlju postale su osnova cjelovečernjeg programa Neptune All Night na PBS-u 1989.
Tijekom preleta planeta bilo je potrebno 246 minuta da signali dođu do Zemlje. Letjelica je izvela bliski susret sa satelitom Nereidom prije nego što se 25. kolovoza približila na 4400 km od Neptunove atmosfere nakon čega se istoga dana približila najvećem satelitu Tritonu.
Sonda je snimila oko 40% površine Tritona, te otkrila stjenovitu podlogu, kanjone, smrznuti metan, ledene gejzire koje izbacuju dim do visine od 8 km, i ostale fenomene. Površina Tritona je relativno ravna - uočeno je da topografija ne varira više od jednog kilometra.
Svemirska sonda potvrdila je postojanje Neptunovog magnetskog polja i njegovu sličnost s poljem Urana.
Pitanje rotacijskog perioda planeta riješeno je uporabom mjerenja emisija radiovalova.
Voyager 2 je pokazao da Neptun ima i neočekivano aktivan klimatski sustav. Otkriveno je i šest novih satelita te se ustanovilo da planet ima više od jednog prstena.
U 2019. godini predložena je letjelica Trident, koja bi 2038. trebala proći kraj Neptuna i Tritona.

## Vanjske poveznice
- Neptune Fact Sheet @ nnsdc.gsfc.nasa.gov